# Зграда Дома штампе у Београду
Зграда Дома штампе налази се у градској општини Стари град, у улици Кнез Михаилова 6 у Београду. Уврштена је у списак споменика културе Србије.

## Историјат
Свечани почетак градње Дома штампе „Моша Пијаде” обележен је 20. октобра 1957. Објекат је подигнут у периоду 1958—1961. године, по пројекту српског архитекте Ратомира Богојевића, у корбизијанском стилу. У време када је грађена, зграда је представљала новину у области моделовања пословних објеката у СФРЈ. По положају и ликовној структурацији представља најзначајнији послератни допринос у обличењу Трга републике и стапа се са другим градским палатама, са којима чини визуелно и естетско јединство. Дом штампе је у српског историографији сврстан међу дела аутентичних архитектонских вредности.
Када је изграђена, зграда је представљала новину у амбијенту центра Београда, а има значајну улогу јер у потпуности затвара блок на потезу Трга републике, чији је висински акценат палата Албанија.
Објекат је од значајне архитектонске,урбанистичке и културно-историјске вредности, а грађен је као смештај Културног центра Београда и Савеза новинара Србије.
Током седнице Владе Републике Србије, 8. августа 2019. године, на предлог Завода за заштиту споменика културе града Београда, зграда Дома штампе утврђена је за културно добро.